# برنارد تايلور (مؤلف)
برنارد تايلور (بالإنجليزية: Bernard Taylor)‏ (2 أكتوبر 1934 في المملكة المتحدة)؛ كاتب، سيناريست وروائي بريطاني-أمريكي.

## روابط خارجية
- برنارد تايلور على موقع IMDb (الإنجليزية)
- برنارد تايلور على موقع قاعدة بيانات الفيلم (الإنجليزية)